# Máximo Perrone
Máximo Perrone (Ciudad Autónoma de Buenos Aires, Argentina, 7 de enero de 2003) es un futbolista argentino que juega como centrocampista en el Como 1907 de la Serie A.

## Trayectoria

### Inicios en Vélez Sarsfield
Perrone comenzó jugando en las categorías infantiles de Vélez Sarsfield, primeramente se desempeñó en la posición de enganche, pero al llegar a las Inferiores del club se posicionó como mediocampista central.
Su debut en Vélez como profesional se produjo el día el 6 de marzo de 2022 en el partido contra Estudiantes de La Plata.
El 18 de mayo de 2022 marcó su primer gol como profesional en un partido de Copa Libertadores contra Nacional de Uruguay, lo que ayudaría a su equipo a alcanzar los octavos de final de aquella edición. Al oficializar su salida del club de Liniers, a comienzos de 2023, Perrone se despidió con 33 partidos jugados, 3 goles y 2 asistencias.

### Manchester City
El 18 de enero de 2023, se confirmó su fichaje al Manchester City por 9,3 millones €. Perrone se unió al club inglés al término del Campeonato Sudamericano Sub-20 de 2023. En febrero fue incluido en la lista de convocados del City para disputar la Premier League y la Champions League.
El 21 de mayo de 2023, el Manchester City se corona campeón de la Premier League. Dicho título no se le considera a Perrone ya que los futbolistas del plantel deben cumplir un requisito para ser considerados como campeones de la competición: participar en, al menos, cinco partidos, sin importar cuántos minutos o si salen desde el banco, y éste solo ha jugado un solo partido de 18 minutos.

### U. D. Las Palmas
El 23 de agosto de 2023 fue cedido a la U. D. Las Palmas de la Primera División de España. Debutó en la máxima categoría ante el Girona F. C. el 4 de septiembre de 2023.

### Como 1907
En el verano de 2024 regresó a Manchester para hacer la pretemporada con el City. Sin embargo el 25 de agosto volvió a ser cedido, esta vez al Como 1907 de la Serie A italiana.
En su segunda temporada el jugador fue adquirido totalmente por el club italiano.

## Selección nacional
Ha sido internacional con Argentina en las categorías sub-16 y sub-20, participando en el Mundial sub-20 de 2023.
El 3 de marzo de 2023, Perrone, junto a los campeones del mundo y otros nuevos nombres, fue incluido en la lista de 35 jugadores conformada por Lionel Scaloni para los partidos amistosos contra Panamá y Curazao a disputarse los días 23 y 28 de dicho mes respectivamente.

### Participaciones en Copas del Mundo
| Mundial                  | Sede      | Resultado        | Partidos | Goles | Asistencias |
| ------------------------ | --------- | ---------------- | -------- | ----- | ----------- |
| Copa Mundial Sub-20 2023 | Argentina | Octavos de final | 3        | 1     | 2           |

## Estadísticas

### Clubes
Actualizado al último partido disputado el 16 de agosto de 2025.
| Club                             | Div.          | Temporada     | Liga  | Liga  | Liga   | Copas nacionales | Copas nacionales | Copas nacionales | Copas internacionales | Copas internacionales | Copas internacionales | Total | Total | Total  |
| Club                             | Div.          | Temporada     | Part. | Goles | Asist. | Part.            | Goles            | Asist.           | Part.                 | Goles                 | Asist.                | Part. | Goles | Asist. |
| -------------------------------- | ------------- | ------------- | ----- | ----- | ------ | ---------------- | ---------------- | ---------------- | --------------------- | --------------------- | --------------------- | ----- | ----- | ------ |
| C. A. Vélez Sarsfield Argentina  | 1.ª           | 2022          | 15    | 2     | 0      | 8                | 0                | 0                | 10                    | 1                     | 2                     | 33    | 3     | 2      |
| C. A. Vélez Sarsfield Argentina  | Total club    | Total club    | 15    | 2     | 0      | 8                | 0                | 0                | 10                    | 1                     | 2                     | 33    | 3     | 2      |
| Manchester City F. C. Inglaterra | 1.ª           | 2022-23       | 1     | 0     | 0      | 1                | 0                | 0                | —                     | —                     | —                     | 2     | 0     | 0      |
| Manchester City F. C. Inglaterra | Total club    | Total club    | 1     | 0     | 0      | 1                | 0                | 0                | 0                     | 0                     | 0                     | 2     | 0     | 0      |
| U. D. Las Palmas · España        | 1.ª           | 2023-24       | 29    | 0     | 0      | 1                | 0                | 0                | —                     | —                     | —                     | 30    | 0     | 0      |
| U. D. Las Palmas · España        | Total club    | Total club    | 29    | 0     | 0      | 1                | 0                | 0                | 0                     | 0                     | 0                     | 30    | 0     | 0      |
| Como 1907 · Italia               | 1.ª           | 2024-25       | 26    | 0     | 3      | 0                | 0                | 0                | —                     | —                     | —                     | 26    | 0     | 3      |
| Como 1907 · Italia               | 1.ª           | 2025-26       | -     | -     | -      | 1                | 0                | 0                | —                     | —                     | —                     | 1     | 0     | 0      |
| Como 1907 · Italia               | Total club    | Total club    | 26    | 0     | 3      | 1                | 0                | 0                | 0                     | 0                     | 0                     | 27    | 0     | 3      |
| Total carrera                    | Total carrera | Total carrera | 71    | 2     | 3      | 11               | 0                | 0                | 10                    | 1                     | 2                     | 92    | 3     | 5      |

## Palmarés

### Títulos nacionales
| Título | Club                  | Sede       | Año  |
| ------ | --------------------- | ---------- | ---- |
| FA Cup | Manchester City F. C. | Inglaterra | 2023 |

### Títulos internacionales
| Título                       | Club                  | Sede     | Año  |
| ---------------------------- | --------------------- | -------- | ---- |
| Liga de Campeones de la UEFA | Manchester City F. C. | Estambul | 2023 |
| Supercopa de Europa          | Manchester City F. C. | El Pireo | 2023 |